# 10-07: L'affaire Zeus
10-07: L'affaire Zeus è una miniserie televisiva poliziesca francese e canadese del 1995 formata da quattro puntate.

## Trama
Philippe Nadeau e Thomas Saint-Mars sono gli unici agenti di polizia ad aver manifestato interesse per le indagini della misteriosa morte di un farmacista in un parcheggio sotterraneo del centro cittadino di Montreal. Il rapporto dell'autopsia dice che la morte è stata causata da un attacco di cuore, ma il collega di lavoro del farmacista non crede a questa versione. L'indagine assumerà proporzioni notevolmente importanti e farà da apripista su segreti inaspettati.